# Càdec de mar
El càdec de mar (Juniperus macrocarpa) és una espècie de conífera de la família de les cupressàcies. És un arbust o arbret que habita principalment en dunes litorals. Al Països Catalans es present a Mallorca i València. També es coneix com a càdec de fruit gros, ginebre marí i ginebró de fruit gran.

## Descripció
Aquesta espècie mesura uns 1-3 m, i les seves fulles mesuren de 20-25 x 2-2,5 mm, essent triverticilades, aciculars, rígides, d'àpex punxant, amb dues franges blanques al feix separades per un nervi verd més estret.
Els cons són gruixuts, ovoides, de 1,2-1,5 cm, al principi de color blavós, i en madurar d'un color marró fosc i amb la superfície mat. Els cons masculins són axil·lars, de fins a 6 mm, globosos o ovoides, subsèssils, marró-vermellosos, formats per esquames subpeltades de disposició verticilada, portant cadascuna de 3 a 7 sacs pol·línics en la seva cara inferior. Els cons femenins són també axil·lars, de fins a 3 mm, de subglobosos a ovoides, truncats a l'àpex, subsèssils, verdosos, formats per esquames triverticilades, sent només fèrtils generalment les tres superiors. La floració té lloc a la tardor-hivern. Els exemplars masculins presenten estròbils bru-rogencs clarament visibles. Els femenins tenen estròbils verdosos i poc perceptibles. En general, ambdós tipus d'estròbils tendeixen a disposar-se en les ramificacions perifèriques per afavorir tant com sigui possible la seva pol·linització anemòfila. La fructificació és primaveral, produint-se la maduració dels cons el segon any. El nombre de llavors més freqüent varia de 2 a 3, encara que poden trobar-se des d'1 fins a 7(9).

## Distribució i hàbitat
La seva àrea geogràfica s'estén a la regió mediterrània i oest d'Àsia, fins a Síria, incloent el nord d'Àfrica. A la península Ibèrica s'estén per Mallorca i les costes de València i d'Andalusia (Cadis i Huelva), tot i que sembla trobar-se també en alguns punts de l'interior de les Serres Bètiques. Es caracteritza per habitar a dunes i arenals marítims, rarament en sòls litorals descarnats (sobre roques).

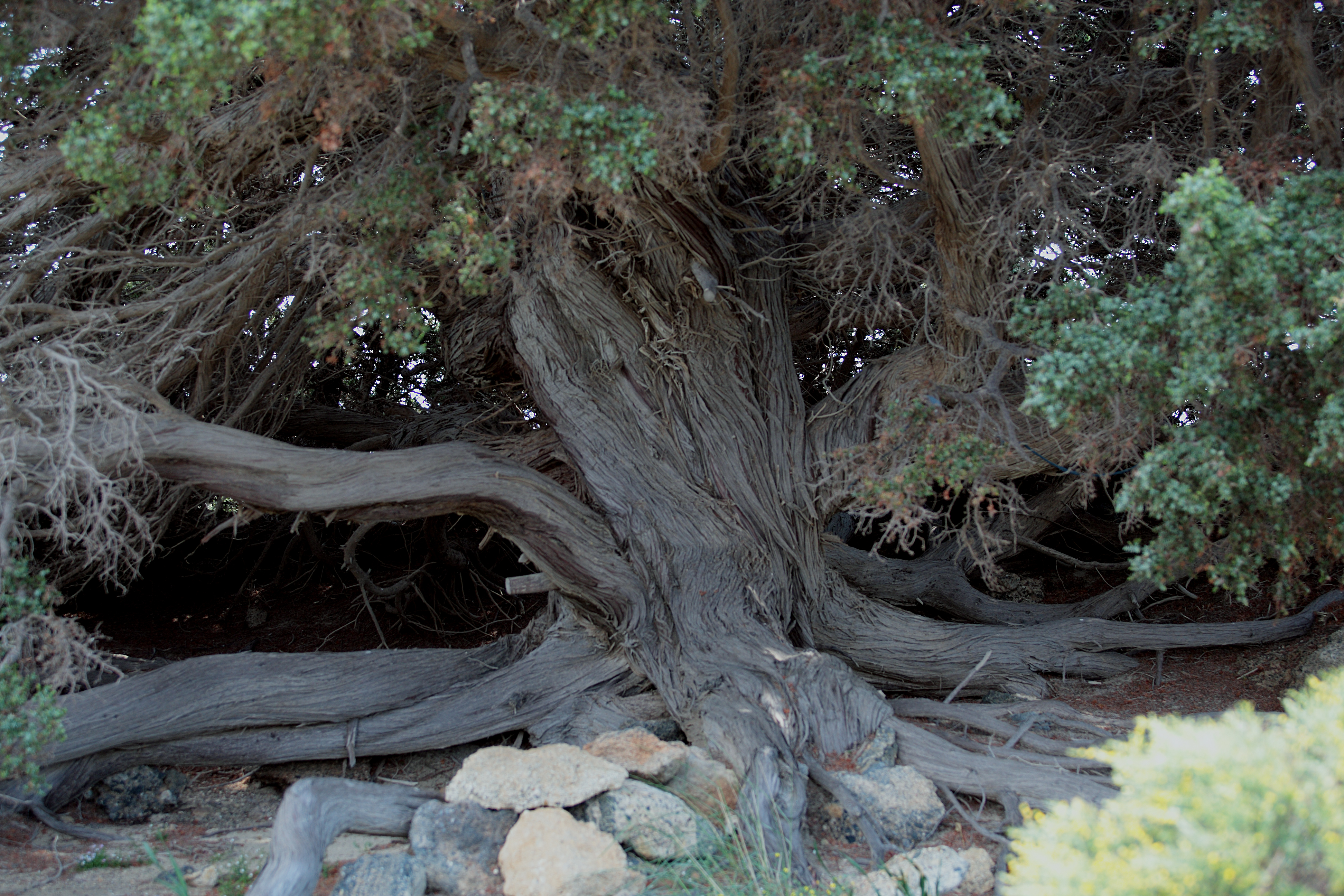
Tronc
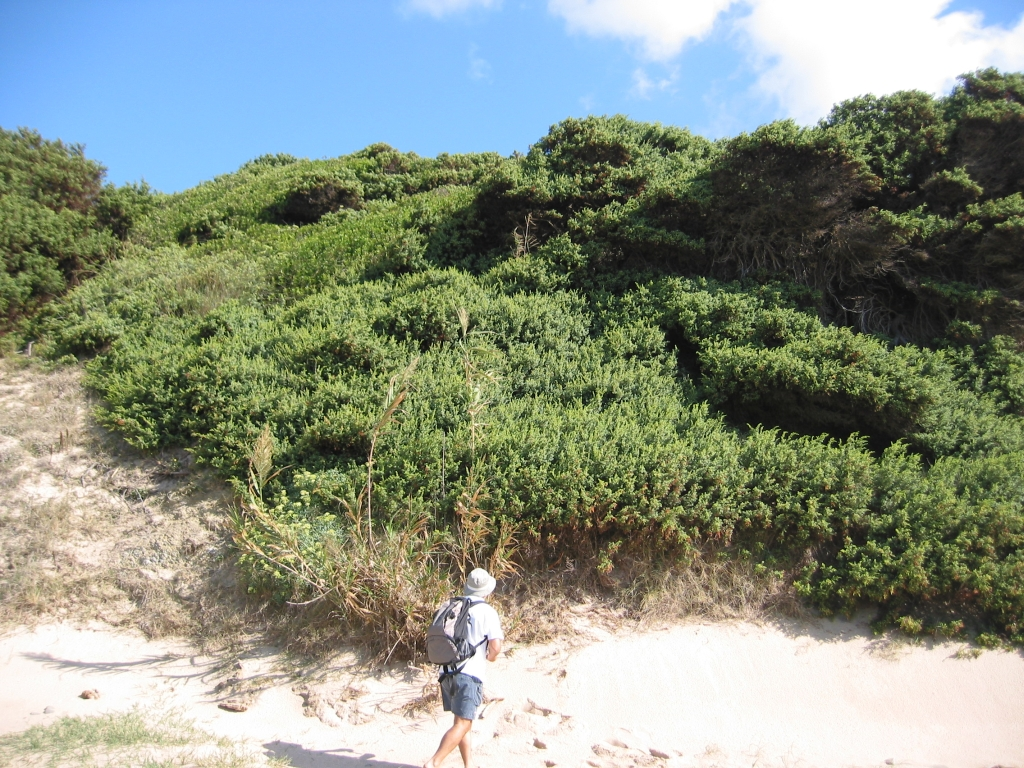
Al seu hàbitat
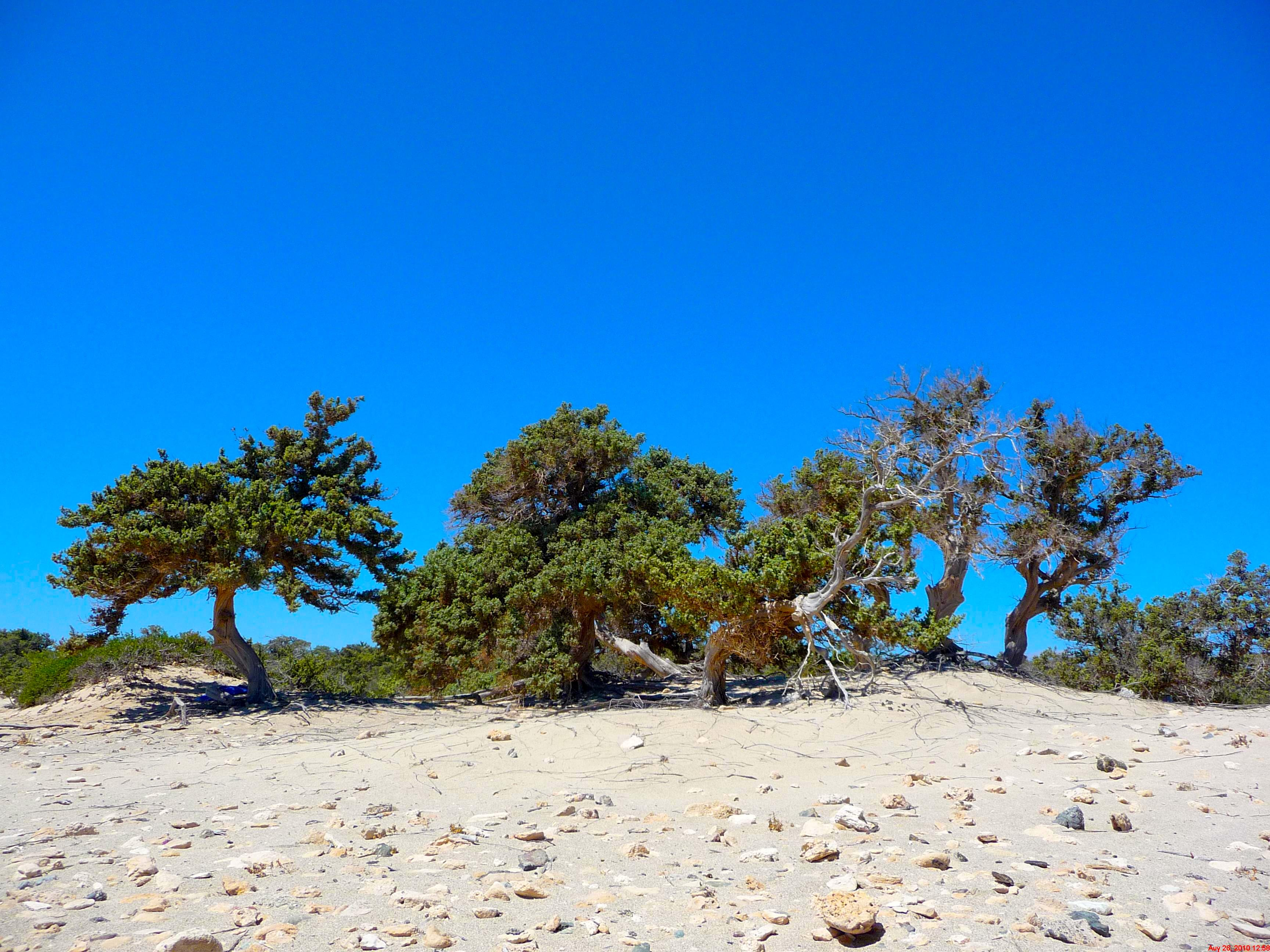
Bosquina
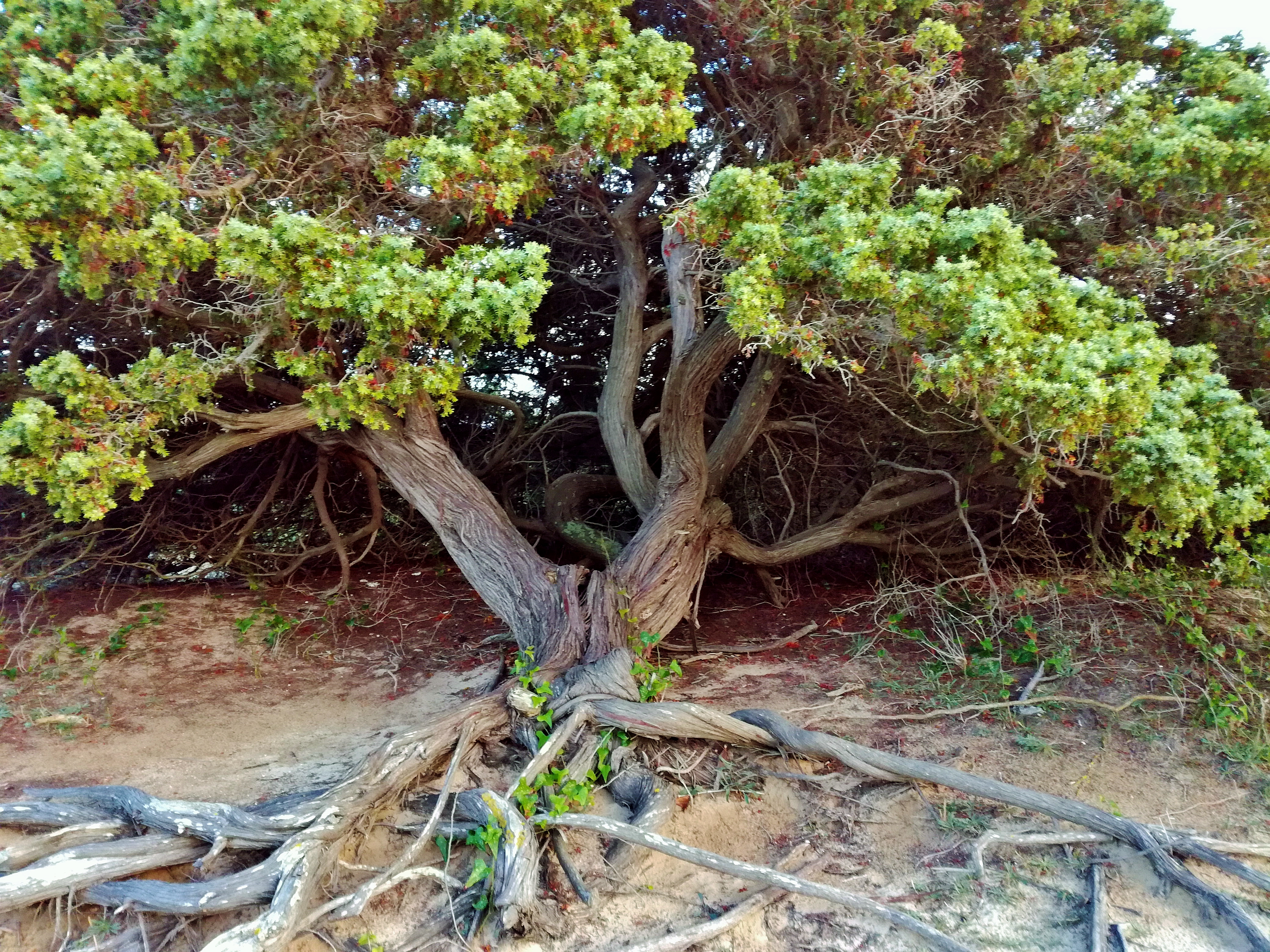
Vista general
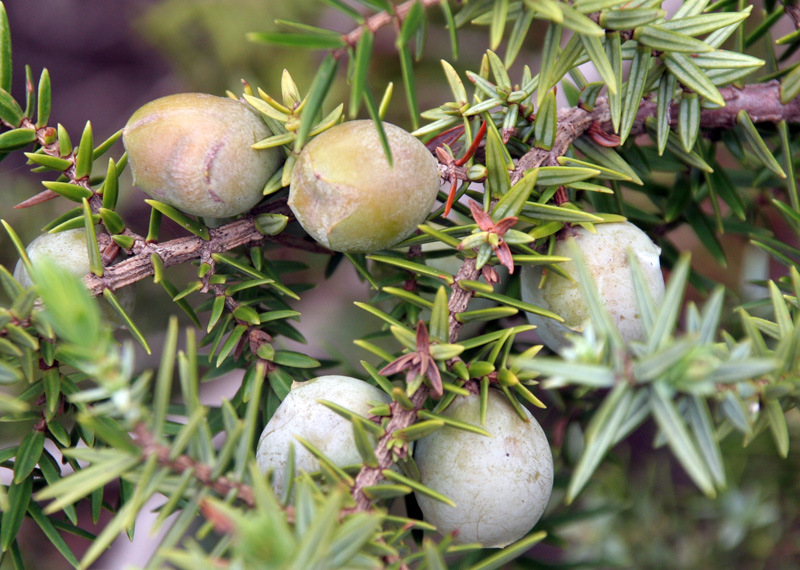
Fulles i pinyes

## Taxonomia
Juniperus macrocarpa va ser descrita per Sm. i publicada a Florae Graecae Prodromus 2: 263, l'any 1913.

### Etimologia
- Juniperus: nom genèric que procedeix del llatí iuniperus.[7]
- macrocarpa: epítet llatí que significa "amb un gran fruit".[8]

### Sinonímia
- Juniperus attica Orph.
- Juniperus biasolettii Link
- Juniperus communis var. macrocarpa (Sm.) Spach
- Juniperus elliptica Carrière
- Juniperus lobelii Guss.
- Juniperus macrocarpa var. ellipsoidea Neilr.
- Juniperus macrocarpa var. globosa Neilr.
- Juniperus macrocarpa var. lobelii (Guss.) Parl.
- Juniperus major Dioscorides ex Bubani
- Juniperus neaboriensis Lawson ex Gordon
- Juniperus oblongata Guss.
- Juniperus oxycedrus var. globosa (Neilr.) Rouy
- Juniperus oxycedrus var. lobelii (Parl.) Rouy
- Juniperus oxycedrus var. macrocarpa (Sm.) Silba
- Juniperus oxycedrus subsp. macrocarpa (Sm.) Neilr.
- Juniperus sphaerocarpa Antoine
- Juniperus umbilicata Godr.
- Juniperus willkommii Antoine
- Sabina phoenicea var. lobelii (Guss.) Antoine[9]